# Ernestine Rose
Ernestine Louise Rose (ur. 13 stycznia 1810 w Piotrkowie Trybunalskim, zm. 4 sierpnia 1892 w Brighton) – amerykańska działaczka społeczna, pierwsza znana feministka ateistyczna, reformatorka, wykładowczyni i aktywistka urodzona w Polsce, feministka libertariańska i abolicjonistka, jedna z najważniejszych postaci ruchu feministycznego w Stanach Zjednoczonych w XIX wieku.

## Wczesne lata
Ojciec Ernestine Rose był rabinem. Po śmierci swej żony przejął pełną opiekę nad córką, którą chciał wychować w ścisłej zgodności z surowymi zaleceniami ortodoksyjnego judaizmu. Rose już jako dziecko zaczęła kwestionować religijne normy i wartości, zwłaszcza te sankcjonujące niższą pozycję społeczną kobiet. Powiedziała o sobie później: „byłam pięcioletnią buntowniczką”. Jako nastolatka zadeklarowała, że nie jest osobą wierzącą, co spowodowało konflikt pomiędzy nią i ojcem. Konflikt zaostrzył się, gdy jej ojciec, chcąc zmusić ją do powrotu do judaizmu, zaręczył ją bez jej zgody z przyjacielem ze swojej społeczności. Ponieważ narzeczony nie chciał jej zwolnić ze zobowiązania podjętego przez ojca, a zerwanie zaręczyn przez nią skutkowałoby utratą znaczącej części spadku po matce, Ernestine Rose wniosła sprawę do sądu w Kaliszu i wygrała.

## Podróże
W 1827 roku Ernestine Rose wyjechała do Berlina, gdzie okazało się, że jako przyjezdna Żydówka jest zobligowana prawnie do posiadania pruskiego sponsora. Odwołała się bezpośrednio do króla Prus, który uczynił ją wyjątkiem od reguły. Wkrótce opracowała formułę odświeżacza powietrza, dzięki czemu mogła sfinansować swoje dalsze podróże. W 1831 roku, po krótkim pobycie w Belgii, Holandii i Francji, przybyła do Wielkiej Brytanii, gdzie poznała i współpracowała m.in. z Elizabeth Fry i Robertem Owenem. W 1836 roku zawarła ślub cywilny z chrześcijaninem, jubilerem i owenistą, Williamem Rose. W tym samym roku wyjechała z nim do Stanów Zjednoczonych gdzie po latach przyjęła amerykańskie obywatelstwo (1869), a w 1837 roku zamieszkali w Nowym Jorku.

## Działalność społeczno-polityczna
Wkrótce po osiedleniu się w Stanach Zjednoczonych Rose zaczęła podróżować po całym kraju z wykładami na temat abolicjonizmu, równouprawnienia kobiet, tolerancji religijnej i edukacji publicznej. Jej wystąpienia często łączyły te zagadnienia, gdyż np. przeciw równouprawnieniu kobiet wysuwano argumenty natury religijnej:

Czy mówicie mi, że Biblia jest przeciwna naszym prawom? Na to ja mówię, że nasze roszczenia nie opierają się na książce napisanej nie wiadomo kiedy i przez kogo. Czy mówicie mi, co Paweł lub Piotr mówią na ten temat? Na to znowu odpowiadam, że nasze roszczenia nie opierają się na niczyich opiniach, nawet jeśli są to opinie Piotra lub Pawła... Jeżeli książki i opinie, niezależnie od kogo pochodzą, są w opozycji do praw człowieka, to są niczym innym niż martwymi literami.

Jej wykłady spotykały się z różnym przyjęciem, szczególną wrogość wobec niej okazywali właściciele niewolników, np. po wykładzie w Charleston (Wirginia Zachodnia) na rzecz zniesienia niewolnictwa, z trudem opuściła bezpiecznie miasto. W 1855 roku nawołująca do tolerancji religijnej Rose została przez jedną z lokalnych gazet w Bangorze (Maine), określona jako „kobieta – ateistka... tysiąckrotnie bardziej upadła niż prostytutka”. Po opublikowaniu jej odpowiedzi w konkurencyjnym tytule, jej wykład zgromadził niezwykle liczną publiczność.
Od początku pobytu w Stanach Zjednoczonych Rose nawiązała współpracę z Pauliną Kellog Wright Davis i Elizabeth Cady Stanton. Odegrała kluczową rolę w uchwaleniu w stanie Nowy Jork Married Women's Property Act z 1848 roku, zgodnie z którym kobiety miały prawo do zachowania swojej własności po wyjściu za mąż. Rose wydatnie przyczyniła się również do przyjęcia w 1854 roku w stanie Nowy Jork prawa, które zrównywało prawa rodzicielskie kobiet z prawami mężczyzn.
Rose brała udział i przemawiała na wielu konferencjach i konwentach, m.in. pierwszym narodowym zjeździe niewierzących, Biblijnym Zjeździe w Hartford, Konwencie Praw Kobiet w Tabernacle, dziesiątym Narodowym Konwencie Praw Kobiet w Cooper Institute w Nowym Jorku, Krajowym Konwencie Praw Kobiet w Albany (stan Nowy Jork). Rose została wybrana przewodniczącą Narodowego Konwentu Praw Kobiet w październiku 1854 roku, pomimo obiekcji dotyczących jej ateizmu. Jej kandydatura otrzymała mocne poparcie od Susan B. Anthony, która zadeklarowała, że „każda religia – i brak religii – powinny mieć równe prawa na mównicy”.
W 1869 roku, gdy podupadła na zdrowiu, zdecydowała się na powrót do Wielkiej Brytanii. Susan B. Anthony zorganizowała jej i mężowi przyjęcie pożegnalne, na którym zostali hojnie obdarowani przez przyjaciół i zwolenników Ernestine Rose, wliczając w to pokaźną sumę pieniędzy. Po 1873 roku, gdy stan jej zdrowia się poprawił, włączyła się w kampanię brytyjskich sufrażystek na rzecz przyznania kobietom praw wyborczych – m.in. uczestniczyła w Konferencji Ruchu na rzecz Praw Wyborczych dla Kobiet w Londynie oraz przemawiała w Edynburgu na dużym zgromadzeniu publicznym. Zmarła w Wielkiej Brytanii w 1892 roku.